# بلقيس خالد
بلقيس خالد شاعرة وروائية عراقية من مواليد 1968مدينة البصرة  ، مؤسسة منتدى أدبيات البصرة  الذي يعتبر أول منتدى أدبي نسوي تابع إلى اتحاد أُدباء وكتاب العراق فرع البصرة. أيضا قامت بتأسيس مؤسسة اقلام الريادة الثقافية  ، تعتبر أول أديبة عراقية بصرية تـُـــرشح وتفوز في انتخابات رئاسة اتحاد الأُدباء والكتاب في مدينة البصرة وتتسنم منصب مسؤولة اللجنة الثقافية في الاتحاد عام 2019 . صدر لها خمس كتب " امرأة من رمل ، بقية شمعة، قمري ، سماوات السيسم، كائنات البن، كتاب دقيقتان ودقيقة واحدة " بلقيس خالد استمرت واستطاعت أن تقدم أدبا مختلفا ومتميزا خرجت به من الإطار الضيق المفروض على المرأة والحركات النسوية إلى أفاق واسعة، تعتبر بلقيس خالد أول شاعرة وأديبة تشارك في انتخابات اتحاد أدباء البصرة، تعتبر رائدة الادب النسوي في مدينة البصرة 

## مؤلفاتها
- امرأة من رمل [13][15][29]
- بقية شمعة قمري[16][16][17]
- سماوات السيسم[18][19][20]
- كائنات البن[21][22][23]
- كتاب دقيقتان ودقيقة واحدة [24][25][30]
- كتاب مزاج المفاتيح [31][32]

## جوائز
1. نالت جائزة قادة فرسان الإنسانية في العراق لعام 2021، الصادرة عن الاكاديمية الأمريكية الدولية للتعليم العالي والتدريب، والاكاديمية الدولية لبناء القدرات فرع العراق، ومركز الاعلام الدولي للتدريب والتطوير، ومركز أعلاميون الدولي للتدريب والتطوير.[33][34][35]
2. نالت قلادة الابداع لعام 2017 الصادرة عن اتحاد الأدباء والكتاب في البصرة.[36]
3. نالت «الوشاح الابداع العراقي» الصادر عن منظمة الكلمة الرائدة.[37]